# Pedro
Pedro es un nombre propio masculino español y portugués que proviene del nombre Petrus (en latín), que significa "piedra". Pedro es un nombre muy común, sobre todo en España e Iberoamérica. El nombre latino es cognado (poseen una fuente común) del nombre griego Πέτρος (Petros), que también significa piedra.

## Variantes
- Afrikáans: Pieter
- Albanés: Pjetër
- Alemán: Peter, Peer, Petrus (bíblico).
- Amhárico: Petros
- Árabe: بطرس (Boutros)
- Aragonés: Pero, Piero, Pier.
- Armenio: Պետրոս (Bedros en el dialecto occidental, Petros en el dialecto oriental).
- Asturiano: Pedru
- Bielorruso: Пётр (Piotr), Пятро (Piatro), Пятрусь (Piatruś).
- Bretón: Pêr
- Búlgaro: Петър (Petar).
- Catalán: Pere (diminutivo: Peret).
- Checo: Petr
- Chino: 彼得 (bi3de2, pite), 伯多祿 (católico)
- Coreano: 베드로 (Bedeuro) 페트루스 (Peteuruseu), 피터 (Piteo).
- Córnico: Peder
- Croata: Petar
- Danés: Peter, Peder, Per, Pelle.
- Emiliano-romañolo: Pèdar
- Eslovaco: Peter
- Esloveno: Peter
- Esperanto: Petro
- Estonio: Peeter
- Español: Pedro
- Euskera: Petri, Pello, Peio, Peru, Piarres; Kepa
- Extremeño: Peiru
- Feroés: Pætur, Petur, Per
- Finlandés: Pietari, Pekka, Petri, Petteri.
- Francés: Pierre, Pierrot.
- Frisón: Pier
- Galés: Pedr
- Gallego: Pedro
- Gascón: Pèir
- Griego: Πέτρος (Petros).
- Hebreo: פטרוס (Petros).
- Hindi: Pathrus, Kaunteya
- Húngaro: Péter
- Inglés: Peter, Pete (/pit/, diminutivo).
- Irlandés: Peadar
- Islandés: Pétur
- Italiano: Pietro,[1] Piero, Pier.
- Japonés: ピーター (Piitaa); en contexto bíblico ペトロ (Petoro), ペテロ (Petero), ペトロス (Petorosu), o ペテロス (Peterosu).
- Konkaní: Pedru
- Latín: Petrus
- Letón: Pēteris
- Lituano: Petras
- Macedonio: Петар (Pétar), Петре (Petre).
- Malayalam: Pathrose
- Maltés: Pietru
- Manés: Peddyr
- Neerlandés: Pieter, Peter
- Noruego: Peter, Petter, Per
- Occitano: Pèire
- Persa: پطرس (Petros)
- Polaco: Piotr, Piotrek, Piotruś (diminutivo).
- Portugués: Pedro, Pêro (portugués antiguo), Pedrinho (diminutivo).
- Rumano: Petru, Petre
- Ruso: Пётр (Pyotr), Петя (Petya) (diminutivo).
- Serbio: Петар, Petar.
- Silesiano: Pyjter, Piter
- Suajili: Petero
- Rapa Nui: Petero
- Sueco: Peter, Per, Pär, Pelle.
- Suomi: Pekka
- Tamil: Pethuru, Raayappar(bíblico).
- Tigriña: ጴጥሮስ (Petros).
- Ucraniano: Петро (Petro), Петрик (Petryk) (diminutivo), Петрусь (Petrus') (diminutivo).
- Valenciano: Pere.

En femenino: 
- Alemán: Petra.
- Aragonés: Peironela.
- Croata: Petra, Petrina.
- Español: Petra, Petronila.
- Francés: Pierrette.
- Italiano: Piera y su diminutivo: Pierina.

## Poblaciones
- Pedro, localidad perteneciente al municipio soriano de Montejo de Tiermes en España.

## Personajes célebres

### Dirigentes
- Pedro I de Aragón (1094-1104).
- Pedro II de Aragón (1196-1213).
- Pedro III de Aragón (1276-1285), Pedro I de Valencia, hijo de Jaime el Conquistador.
- Pedro IV de Aragón (1336-1387).
- Pedro de Portugal (1429-1466), el condestable de Portugal.
- Pedro I de Castilla (1343-1369), llamado el Cruel.
- Pedro I rey de Portugal y de Algarve (1357-1367).
- Pedro II regende (1668) y rey de Portugal y de los Algarves (1683-1705).
- Pedro III de Portugal, rey consorte de Portugal y de los Algarves (1777-1786).
- Pedro IV, rey de Portugal y de los Algarves (1826), Pedro I Emperador de Brasil.
- Pedro V, rey de Portugal y de los Algarves (1853-1861).
- Pedro I de Brasil y IV de Portugal, (1798-1834).
- Pedro II de Brasil, emperador de Brasil (1825-1891).
- Infante Pedro de Portugal, conde de Urgel (1229-1231).
- Pedro de Portugal, duque de Coímbra (1392-1449).
- Zar Pedro I de Rusia (1672-1725), llamado Pedro el Grande.
- Zar Pedro II de Rusia.
- Zar Pedro III de Rusia (1728-1796).
- Pedro I de Serbia, rey de Serbia (1903-1918) y rey de Yugoslavia (1918-1921)
- Pedro II de Yugoslavia, rey de Yugoslavia (1934-1945)
- Duque Pedro de Cantabria (-730).

### Artistas
- Pedro Berruguete, nació en Palencia en 1450. Pintor que introductor de la estética en el primer renacimiento en la escuela española.
- Pedro de Espinosa, nació en Antequera en 1578. Escritor reconocido por introducir la primera antología en la literatura española.
- Pedro de Mena, nació en 1628, trabajó como escultor en el estilo barroco andaluz en Granada y Málaga.
- Pedro Rivera, arquitecto español, representó el barroco en la arquitectura madrileña.
- Pedro Iturralde, nació en Falces, Navarra en 1929. la figura más destacada del jazz en España, compositor de la fusión entre la música flamenca y española con el jazz.
- Pedro Espinosa, nació en Galdar (Gran Canaria) en 1934. Gran precursor de la difusión de la música del siglo XX como pianista y pedagogo.
- Pedro Almodóvar, nació en Calatrava, Ciudad Real en 1949. Famoso director cinematográfico español.
- Pedro Infante, nació en Mazatlán, Sinaloa, famoso actor y cantante mexicano.
- Pedro Tramullas, nació en Oloron-Sainte-Marie, en 1937, escultor francés.
- Pedro Plascencia Salinas, famoso compositor de la música original de clásicos de telenovelas como Cuna de lobos, El extraño retorno de Diana Salazar, En carne propia y Los parientes pobres, además de la música de intro del noticiario ECO y el himno del club futbolístico Necaxa. Nació en 1956 en Guadalajara, México y murió en la Ciudad de México en 1995.

### Personajes de ficción
- Pedro y el lobo (1933), obra musical del compositor Serguéi Prokófiev.
- Pedro el pastor, personaje del cuento de Heidi, de Joanna Spyri.
- Peter Pevensie, personaje de la heptalogía de libros infantiles escrita por el escritor y profesor anglo-irlandés C. S. Lewis, Las crónicas de Narnia.
- Peter Pan, personaje del cuento del mismo nombre escrito por James Matthew Barrie.
- Peter Parker, personaje de la editorial estadounidense Marvel Comics, alter ego del superhéroe Spider-Man, y creado por el guionista Stan Lee y el dibujante Steve Ditko.
- Pedro Páramo, Personaje de la novela del mismo nombre, escrita por Juan Rulfo
- Pedro Medina, Personaje antagónico de la telenovela Lo que la vida me robó , emitida entre 2013 y 2014.
- Pedro Coral Tavera, personaje principal de la telenovela Pedro el escamoso.
- Pedro Picapiedra. Personaje ficticio de la serie de televisión de dibujos animados Los Picapiedra, creada por Hanna-Barbera.

### Santos
- San Pedro, uno de los primeros discípulos de Jesucristo. Se llamaba originalmente Simón, pero Jesucristo le cambió el nombre por Kefas o Cefas, que en arameo quiere decir ‘piedra’, para indicar simbólicamente que sobre él se fundaría su iglesia. Al traducir los textos griegos al latín, se tradujo el nombre Kefas por Petrus (en español Pedro).
- San Pedro Chanel, presbítero y mártir. Religioso sacerdote que pertenecía a la Sociedad de María. Se le encomienda el trabajo apostólico en calidad de misionero en la Isla Futura, archipiélago de Tonga en la Polinesia; pero su misión fracasa y es martirizado hacia el año 1841, logrando con su muerte la conversión de toda la isla. Canonizado en 1954 y promártir de Oceanía. Su Santo se celebra el 28 de abril.
- San Pedro, mártir se celebra el 3 de enero.
- San Pedro, obispo se celebra el 9 de enero, 7 de mayo, 8 de mayo, 2 de agosto, 3 de agosto.
- San Pedro, cardenal se celebra el 8 de febrero; San Pedro, diácono y mártir se celebra el 17 de abril.
- San Pedro, obispo y mártir se celebra el 26 de abril.
- Pedro de Bourges (San Pedro de Osma).
- San Pedro Canisio, Sacerdote y Doctor de la Iglesia, se celebra el 21 de diciembre.
- San Pedro Damián, Obispo y Doctor de la Iglesia, se celebra el 21 de febrero.
- San Pedro Nolasco.
- San Pedro Poveda.
- Pedro de San José Betancur (Santo Hermano Pedro), se celebra en el santoral romano el 25 de abril.
- San Pedro de Alcántara.
- San Pedro de Verona (San Pedro Mártir), se celebra el 6 de abril.
- San Pedro Calungsod, catequista mártir y santo Filipino.

### Figuras del cristianismo
- el obispo Pedro de Luxemburgo (1369-1387), una de las grandes figuras del gran Cisma de Occidente;
- Pedro de Moscú;
- Pedro (I), obispo de Toledo (España) en 494-508 d. C.
- Pedro, obispo de Toledo (España) en el siglo VI.
- Pedro II, obispo de Palencia (España) en 1139-1148.
- Pedro III, obispo de Palencia (España) en 1254-1256.
- Pedro IV, obispo de Palencia (España) en 1342-1343.
- Pedro V, obispo de Palencia (España) en 1396.
- Pedro de Ajen, obispo de Palencia (España) en 1108-1139.
- Pedro Martínez de Luna y Pérez de Gotor, antipapa español conocido como Benedicto XIII (1328 - 1423).
- Pedro de Luna, arzobispo de Toledo (España) en 1403-1414. Sobrino del anterior.
- Pedro de Pedio, obispo de Palencia (España) en 1306-1307.
- Pedro Tenorio, arzobispo de Toledo (España) en 1377-1399.

### Otros
- Pedro Ascencio Alquisiras, personaje de la Independencia de México, nacido en Acuitlapan, Guerrero y muerto cerca de Cuernavaca, Morelos.
- Pedro Abelardo, nació en Le Ballet, Bretaña; gran filósofo y teólogo, una de las figuras más destacadas del siglo XII.
- Pedro Castillo, profesor, dirigente sindical y político peruano. Presidente de Perú desde 2021.
- Pedro Cerbuna, fundador de la Universidad de Zaragoza.
- Pedro de Mendoza, nació en Guadix en 1487. Conquistador español, funda la Ciudad de Buenos Aires.
- Pedro Calderón de la Barca, nació en Madrid, el 17 de enero de 1600, fue un militar, un escritor, poeta y dramaturgo español del Siglo de Oro.
- Pedro Calvo Asensio, destacado político, periodista, escritor y farmacéutico español del siglo XIX.
- Pedro Duro, empresario nacido en La Rioja en 1811, pionero de la industria siderúrgica asturiana y española.
- Pedro Duque, astronauta español nacido en Madrid en 1963. Tripulante del trasbordador Discovery y de la nave Soyuz en 1998 y 2003, respectivamente. Desde junio de 2018 es Ministro de Ciencia, Universidades e Innovación del Gobierno de España.
- Pedro Jaimes Criollo, tuitero y preso político  venezolno
- Pedro Martínez de la Rosa, Deportista, expiloto español de Fórmula 1.
- Pedro Moreno González, personaje de la Independencia de México, nacido en Lagos de Moreno, Jalisco y muerto cerca del Rancho del Venadito, Guanajuato.
- Pedro Rodríguez Ledesma, futbolista de la Lazio y de la Selección Española de Fútbol.
- Pedro Delgado, exciclista profesional, entre 1982 y 1994, ganador una vez del Tour de Francia y dos veces de la Vuelta a España y de otras pruebas menores.
- Pedro Sánchez Pérez-Castejón, presidente del Gobierno de España.
- Pedro Alonso, actor español